# Butanoate de 3-méthylbutyle
Le butanoate de 3-méthylbutyle est l'ester de l'acide butanoïque avec l'alcool isoamylique et de formule semi-développée CH3(CH2)2COO(CH2)2CH(CH3)2 utilisé dans l'industrie alimentaire et dans la parfumerie comme arôme. Il possède une forte odeur de fruit et est utilisé dans la composition d'arômes fruités.